# Jinjiang (Chengdu)

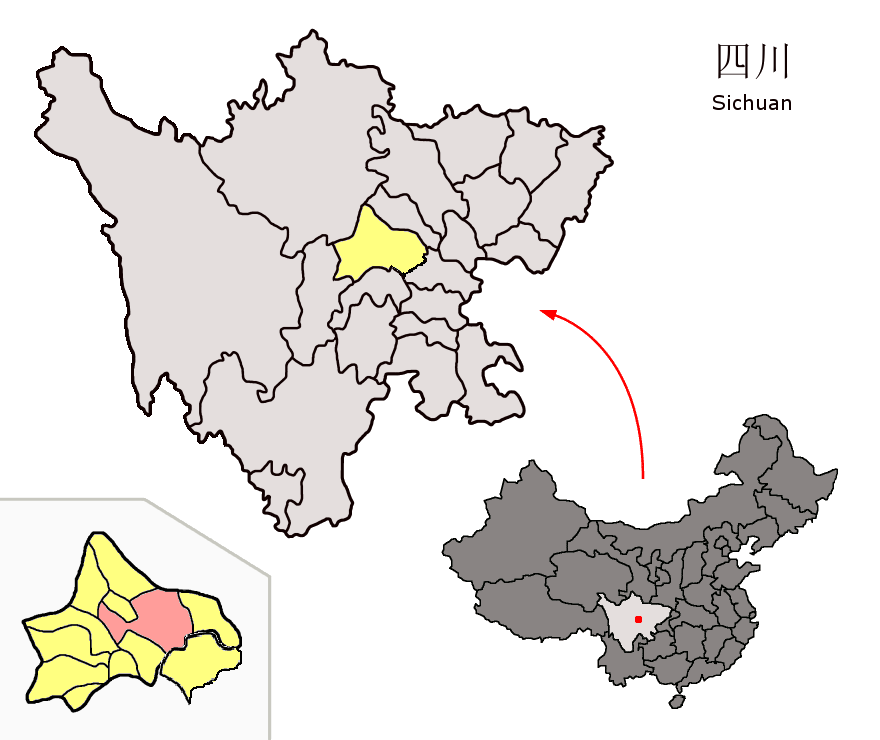
Lage des Gebiets der Stadtbezirke (rosa) auf dem Gebiet der Unterprovinzstadt Chengdu (gelb).

Der Stadtbezirk Jinjiang (chinesisch 锦江区, Pinyin Jĭnjiāng Qū) ist ein Stadtbezirk in der chinesischen Provinz Sichuan. Er gehört zum Verwaltungsgebiet der Unterprovinzstadt Chengdu. Jinjiang hat eine Fläche von 59,43 km² und zählt 902.933 Einwohner (Stand: Zensus 2020). 
Es ist die Nummer 1. auf der Gliederungskarte von Chengdu.

## Administrative Gliederung
Auf Gemeindeebene setzt sich der Stadtbezirk aus sechzehn Straßenvierteln zusammen. 